# Troyes Aube Football 1977-1978
Questa voce raccoglie le informazioni riguardanti il Troyes Aube Football nelle competizioni ufficiali della stagione 1977-1978.

## Stagione
Per tutta la durata del campionato il Troyes lottò per la salvezza contro diverse squadre, ritrovandosi a due giornate dal termine al penultimo posto con tre punti di svantaggio sulle altre concorrenti: malgrado due vittorie consecutive, fra cui quella che escluse l'Olympique Marsiglia dalla zona UEFA, la squadra non andò oltre l'aggancio dell'Olympique Lione quartultimo, retrocedendo assieme al Lens per una peggiore differenza reti nei confronti dei Gones.
In Coppa di Francia il Troyes eliminò l'Auxerre ai trentaduesimi di finale, per poi uscire al turno successivo contro l'Olympique Marsiglia, vincitore per 5-2 nella gara di ritorno.

## Maglie e sponsor
Lo sponsor ufficiale per la stagione 1977-1978 è Jeanet's Chaussettes.
| Casa | Trasferta |

## Organigramma societario
Area direttiva
- Presidente: Marc Eulaffroy
- Segretario generale: Michel Pariset

Area tecnica
- Allenatore: René Cédolin

## Statistiche

### Andamento in campionato
| Giornata  | 1  | 2  | 3  | 4  | 5  | 6  | 7  | 8  | 9  | 10 | 11 | 12 | 13 | 14 | 15 | 16 | 17 | 18 | 19 | 20 | 21 | 22 | 23 | 24 | 25 | 26 | 27 | 28 | 29 | 30 | 31 | 32 | 33 | 34 | 35 | 36 | 37 | 38 |
| --------- | -- | -- | -- | -- | -- | -- | -- | -- | -- | -- | -- | -- | -- | -- | -- | -- | -- | -- | -- | -- | -- | -- | -- | -- | -- | -- | -- | -- | -- | -- | -- | -- | -- | -- | -- | -- | -- | -- |
| Luogo     | T  | C  | T  | C  | T  | C  | T  | T  | C  | T  | C  | T  | C  | T  | C  | T  | C  | T  | C  | T  | C  | T  | C  | T  | C  | C  | T  | C  | T  | C  | T  | C  | T  | C  | T  | C  | T  | C  |
| Risultato | P  | P  | P  | V  | N  | N  | P  | P  | N  | P  | V  | P  | V  | P  | V  | N  | V  | P  | P  | N  | V  | P  | P  | N  | V  | V  | P  | N  | P  | V  | N  | P  | P  | N  | P  | P  | V  | V  |
| Posizione | 20 | 20 | 20 | 20 | 19 | 18 | 20 | 20 | 20 | 20 | 17 | 18 | 18 | 19 | 19 | 17 | 17 | 17 | 18 | 18 | 16 | 17 | 18 | 19 | 16 | 16 | 17 | 17 | 18 | 15 | 15 | 16 | 18 | 17 | 18 | 19 | 19 | 19 |

Fonte:  France » Ligue 1 1977/1978 » Schedule, su worldfootball.net.
Legenda:

Luogo: C = Casa; T = Trasferta. Risultato: V = Vittoria; N = Pareggio; P = Sconfitta.